# پمبا دورجی
پمبا دورجی (زادهٔ پیرامون ۱۹۷۸) شرپایی است که با مدت‌زمان ۸ ساعت و ۱۰ دقیقه، رکورد سریع‌ترین صعود به قله اورست را از سال ۲۰۰۴ تا کنون در اختیار خود دارد.

## تاریخچه صعود
پمبا دورجی در تاریخ ۲۳ مهٔ ۲۰۰۳ توانست پس از ۱۲ ساعت و ۴۶ دقیقه خود را به بالای کوه اورست برساند. با وجود این سه روز بعد رکورد او توسط لاکپا گلو که با زمان ۱۰ ساعت و ۴۶ دقیقه خود را به قله رسانده بود شکسته شد. رقابت بین این دو نفر سبب شد تا مسئولان نپالی به منظور تأیید مدت‌زمان صعود هر یک از آن‌ها مجبور به صرف چند ساعت وقت شوند زیرا پمپا دورجی با تسلیم شکایتی به وزارت گردشگری نپال خوهان اثبات درستی این رکورد جدید شده بود.
در تاریخ ۲۰ مهٔ ۲۰۰۴، پمبا دورجی توانست با شکستن رکورد رقیب خود به میزان بیش از ۲ ساعت، اورست را در مدت ۸ ساعت و ۱۰ دقیقه صعود کند. این مدت‌زمان در نوع خود شاهکاری بزرگ محسوب می‌شد با وجود این تا زمان تأیید آن از سوی وزارت گردشگری نپال در سپتامبر همان سال، دوازده نفر از نپالی‌های صعودکننده به اورست از جمله لاکپا گلو، این رکورد را غیر واقعی می‌دانستند و معتقد بودند که با توجه به شرایط بسیار بد جوی در آن روز، پمبا دورجی حتی به قله هم نرسیده است. آن‌ها حتی پس از تأیید وزارت گردشگری نیز عنوان کردند که مدارک ارائه‌شده از سوی پمبا باز هم نمی‌تواند ادعای او مبنی بر صعود به قلهٔ اورست را ثابت نماید.
پمپا دورجی همچنین پس از خود درصدد آن بود تا با کسب اجازه‌ای ویژه از مقامات نپالی که صعود به اورست را برای افراد زیر ۱۶ سال ممنوع کرده‌اند، پسر خردسالش تستن را که در آوریل ۲۰۱۱ ده ساله می‌شد، جوانترین فاتح اورست ساخته و رکورد جردن رومروی آمریکایی را که در سن ۱۳ سالگی اورست را صعود نمود بشکند. با وجود این وزارت گردشگری به او هشدار داد که نمی‌تواند پسرش را با خود برای صعود به قله همراه سازد.